# Lara Dizeyee
Lara Dizeyee (* in Wien, Österreich) ist eine kurdische Modedesignerin und eine kulturelle Botschafterin Kurdistans der Universität von Sulaimaniyya. Dizeyee ist vor allem dadurch bekannt geworden, dass sie die erste Modedesignerin war, die kurdische Kleider bei der Paris Fashion Week vorführen ließ.

## Leben
Lara Dizeyee ist in Wien, Österreich, geboren und in den Vereinigten Staaten von Amerika (USA) aufgewachsen. Ihr Vater ist Homer Dizeyee, ein kurdischer Dichter und Sänger. Nachdem ihr Vater von der Regierung Saddam Husseins bedroht worden war, wanderte ihre Familie in die USA aus, als sie zwölf Jahre alt war. Sie hat einen Abschluss im Fach Internationale Beziehungen der George Mason University in Virginia. Dizeyee hat in Erbil, Kurdistan über elf Jahre in der Öl- und Gas-Branche gearbeitet. Sie war auch die HR-Direktorin der American University in Sulaimaniyya.

### Modedesignerin
Lara Dizeyee hat bisher drei Kollektionen entworfen: Dream, Fire und Ocean. Diejenige zu Fire ist Jina Mahsa Amini gewidmet, der iranischen jungen Frau welche angeblich gegen die iranischen Kleidervorschriften verstoßen hat, deshalb verhaftet wurde und in Haft gestorben ist. Dazu hat sie die kurdischen Muster mit jenen der Militäruniformen der kurdischen Peschmerga kombiniert. Ihre Entwürfe haben oft auch einen familiären Bezug. So bewunderte sie in ihrer Kindheit die Kleider ihrer Großmutter, ihr Vater beeinflusste ihre Arbeit auch, und ein Kleid trägt den Namen ihrer Mutter. Sie legt Wert darauf, dass die Stoffe für ihre Kleider aus Kurdistan kommen und sieht ihre Stärke darin, diese mit dem passenden Schmuck zu kombinieren. Im Juli 2023 ist ihre Herbst-Kollektion auch an der Pariser Fashion Week gezeigt worden. Es war damit das erste Mal, dass kurdische Kleider in dieser Show gezeigt wurden. Eines ihrer Ziele ist es, die kurdischen Kleider ähnlich bekannt zu machen, wie es der indische Sari ist. Im Oktober 2023 wurde sie von der Universität von Sulaimaniyya zur kulturellen Botschafterin Kurdistans ernannt.